# Xian de Huating
Le xian de Huating (华亭县 ; pinyin : Huátíng Xiàn) est un district administratif de la province du Gansu en Chine. Il est placé sous la juridiction de la ville-préfecture de Pingliang.

## Histoire de Xian de Huating
Le comté de Hua ting a été créé dans la première année de l'ère Da ye, dynastie Sui( Chinoise: 隋代大業元年） (605 AD)

## Démographie
La population du district était de 176 941 habitants en 1999.